# NGC 7659
NGC 7659 ist eine linsenförmige Galaxie vom Hubble-Typ S0/a im Sternbild Pegasus am Nordsternhimmel. Sie ist schätzungsweise 185 Millionen Lichtjahre von der Milchstraße entfernt und hat einen Durchmesser von etwa 40.000 Lichtjahren.

Im selben Himmelsareal befinden sich u. a. die Galaxien NGC 7649, NGC 7651, IC 5319.
Das Objekt wurde am 16. Oktober 1784 von Wilhelm Herschel entdeckt.